# Don't Stop (Fleetwood Mac-sång)
"Don't Stop" är en låt av rockgruppen Fleetwood Mac. "Don't Stop" skrevs av Christine McVie och sjöngs av henne och Lindsey Buckingham. Den släpptes som singel från skivan Rumours (1977) och blev en av gruppens mest kända låtar. 
McVie fick inspiration till låten efter sitt uppbrott från John McVie. Låten användes av Bill Clinton i hans presidentvalskampanj. Efter att ha vunnit presidentvalet 1992 övertalade Clinton den då splittrade gruppen Fleetwood Mac att återförenas och framföra "Don't Stop" på hans presidentinstallationsbal.
Flera andra grupper och artister har spelat in covers av låten. Status Quo framför den på sin coverskiva med titeln Don't Stop (1996).

## Listplaceringar
- Billboard Hot 100, USA: #3[1]
- UK Singles Chart, Storbritannien: #32[2]